# ذبابة الروث الصفراء
ذبابة الروث الصفراء أو ذبابة الروث الذهبية (الاسم العلمي:Scathophaga stercoraria) هي نوع من الحشرات يتبع جنس الذبابة الروث من فصيلة الذباب الروث. وهي من الذباب الأكثر وفرة في أجزاء كثيرة من نصف الكرة الشمالي. وكما يوحي اسمها، كثيرا ما تتواجد على البراز من الثدييات الكبيرة مثل الخيول والأبقار والأغنام والغزلان والخنازير البرية حيث تذهب للتكاثر. ومن المرجح أن يكون توزيع ذبابة الروث الصفراء تأثر بنشاط الإنسان والزراعة خاصة في أوروبا الشمالية وأمريكا الشمالية. وهي جزء مكمل في المملكة الحيوانية نظراً لدورها في التحلل الطبيعي للروث في الحقول. وهي أيضا هامة جداً في مجال البحوث العلمية نظرة لقصر دورة حياتها وقابليتها للتجاوب مع النشاطات التجريبية مما أسهم بتحصيل معرفة هامة حول سلوك الحيواني. وهي ليست حشرة مسممة وهي تاتي من عدم تنظيف فضلات الحيوانات التي تربيها